# Henrieta Farkašová
Henrieta Farkašová (* 3. května 1986, Rožňava) je slovenská sjezdařka. Je nejúspěšnější slovenskou paralympioničkou v historii, devítinásobnou vítězkou paralympijských her a patnáctinásobnou vítězkou mistrovství světa v alpském lyžování.

## Život
Henrieta Farkašová se narodila v květnu 1986 v Rožňavě, má tři bratry. Vyrůstala v obci Lipovník. Do základní školy chodila se zdravými dětmi, střední školu absolvovala se zrakově postiženými dětmi. Nepocházela z lyžařské rodiny a poprvé se lyžování věnovala až v 17 letech. V té době se jako studentka Spojené internátní školy v Levoči účastnila lyžařského výcviku v Zavadě. Není nevidomá, ale je vysoce krátkozraká, což ji řadí do kategorie B3 pro paralympijské lyžování. Farkašová vystudovala sociální práci na Trnavské univerzitě v Trnavě.

### Sportovní kariéra
Farkašová se kvalifikovala na zimní paralympijské hry 2006 v Turíně. Oční lékaři v Itálii ji však odmítli klasifikovat podle kritérií, která předtím splňovala, takže nemohla soutěžit.
Na zimních paralympijských hrách 2010 ve Vancouveru již závodila a se Šubrtovou získala ve Whistleru tři zlaté medaile v disciplínách pro zrakově postižené: obří slalom, superkombinace a superobří slalom. K tomu přidala stříbrnou medaili ve sjezdu.
Čtvrtou zlatou paralympijskou medaili získala na Zimních paralympijských hrách 2014 v Soči ve sjezdu zrakově postižených, kde zvítězila s časem 1:31,55 min a náskokem 2,73 sekund. Získala zde také bronzovou medaili ve slalomu a pátou zlatou v obřím slalomu.
Na mistrovství světa v italském Tarvisiu v lednu 2017 získala Henrieta celkem pět medailí: zlato v super-G, superkombinaci, obřím slalomu a slalomu. Stříbro ve sjezdu.
Na zimních olympijských hrách v Pchjongčchangu získala další zlato ve sjezdu zrakově postižených, a přidala další triumfy v super-G, superkombinaci a obřím slalomu.

## Osobní život
Farkašová je svobodná a žije v Rožňavě. Má tři mladší bratry.

## Ocenění
Po zimních paralympijských hrách 2014 obdržela spolu s Anastasií Kuzminovou nejvyšší slovenské státní vyznamenání, Řád Ľudovíta Štúra I. třídy, za významné zásluhy o rozvoj slovenského paralympijského sportu a šíření dobrého jména Slovenska v zahraničí. V únoru 2019 obdržela cenu Laureus World Sports Award pro sportovní osobnost roku s postižením. V říjnu 2019 se stala nejlepší paralympioničkou na světě za rok 2019.